# Очи без лица
Очи без лица (фр. Les yeux sans visage) француско-италијански је црно-бели хорор филм из 1960. године, редитеља Жоржа Фрањуа са Пјером Брасером, Едит Скоб, Алидом Вали и Жилијет Менијел у главним улогама. Радња је смештена у Паризу и прати пластичног хирурга, који покушава да изврши трансплантацију лица на својој ћерки, пошто је њено лице стравично унакажено у саобраћајној несрећи за коју је сам одговоран. Прича је инспирисана истоименим романом Жана Редона.
Снимање је завршено 1959, а премијера је била 2. марта 1960, у Паризу. Неколико кадрова морало је бити уклоњено из коначне верзије филма како би прошао стандарде европске цензуре, али је и поред тога изазвао бројне контроверзе. Иако су иницијалне реакције биле веома помешане, Очи без лица се данас сматрају једним од најутицајнијих и најбољих хорор филмова свих времена. На сајту Ротен томејтоуз оцењен је са високих 98%. Неколико познатих редитеља, као што су Педро Алмодовар и Џон Карпентер, били су инспирисани овим филмом док су радили на својим остварењима Кожа у којој живим (2011) и Ноћ вештица (1978).

## Радња
Доктор Женесје уважени је пластични хирург у Паризу. Уз помоћ своје асистенткиње Луизе, Женесје покушава да пронађе девојке са лицем, које је слично његовој ћерки Кристијани. Он намерава да изврши трансплантацију лица на својој на својој ћерки, пошто је њено лице стравично унакажено у саобраћајној несрећи за коју је он одговоран.

## Улоге
| Глумац            | Улога              |
| ----------------- | ------------------ |
| Пјер Брасер       | доктор Женесје     |
| Едит Скоб         | Кристијана Женесје |
| Алида Вали        | Луиза              |
| Франсоа Герин     | Жак Вернон         |
| Жилијет Менијел   | Една Грубер        |
| Александар Рињо   | инспектор Парот    |
| Беатриче Алтариба | Полета Меродон     |